# Floribundaria laxifolia
Floribundaria laxifolia là một loài Rêu trong họ Meteoriaceae. Loài này được (Müll. Hal.) Broth. mô tả khoa học đầu tiên năm 1924.